# Cenad

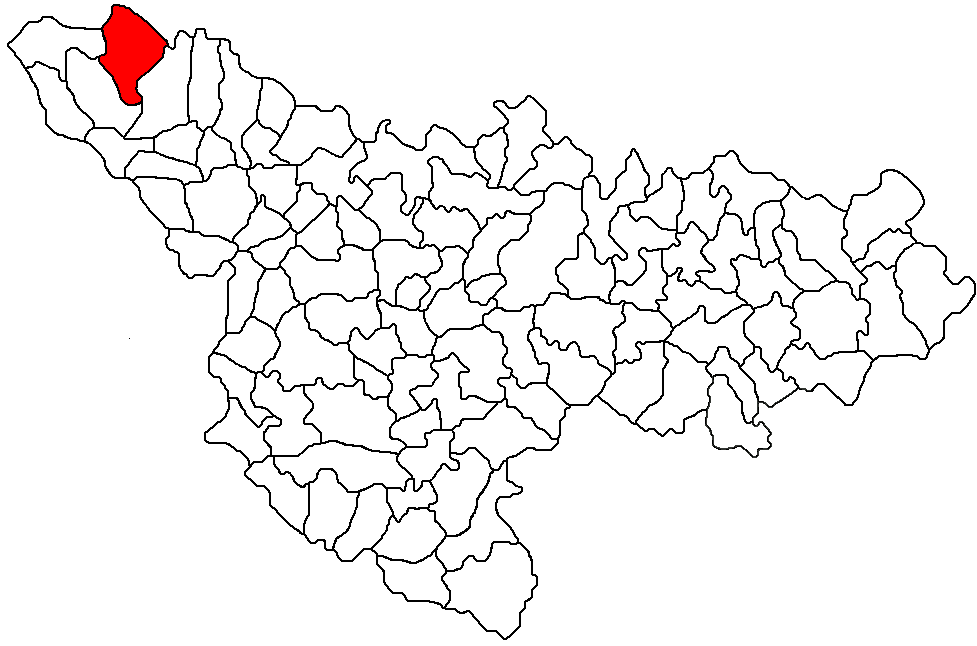
Lage von Cenad im Kreis Timiș

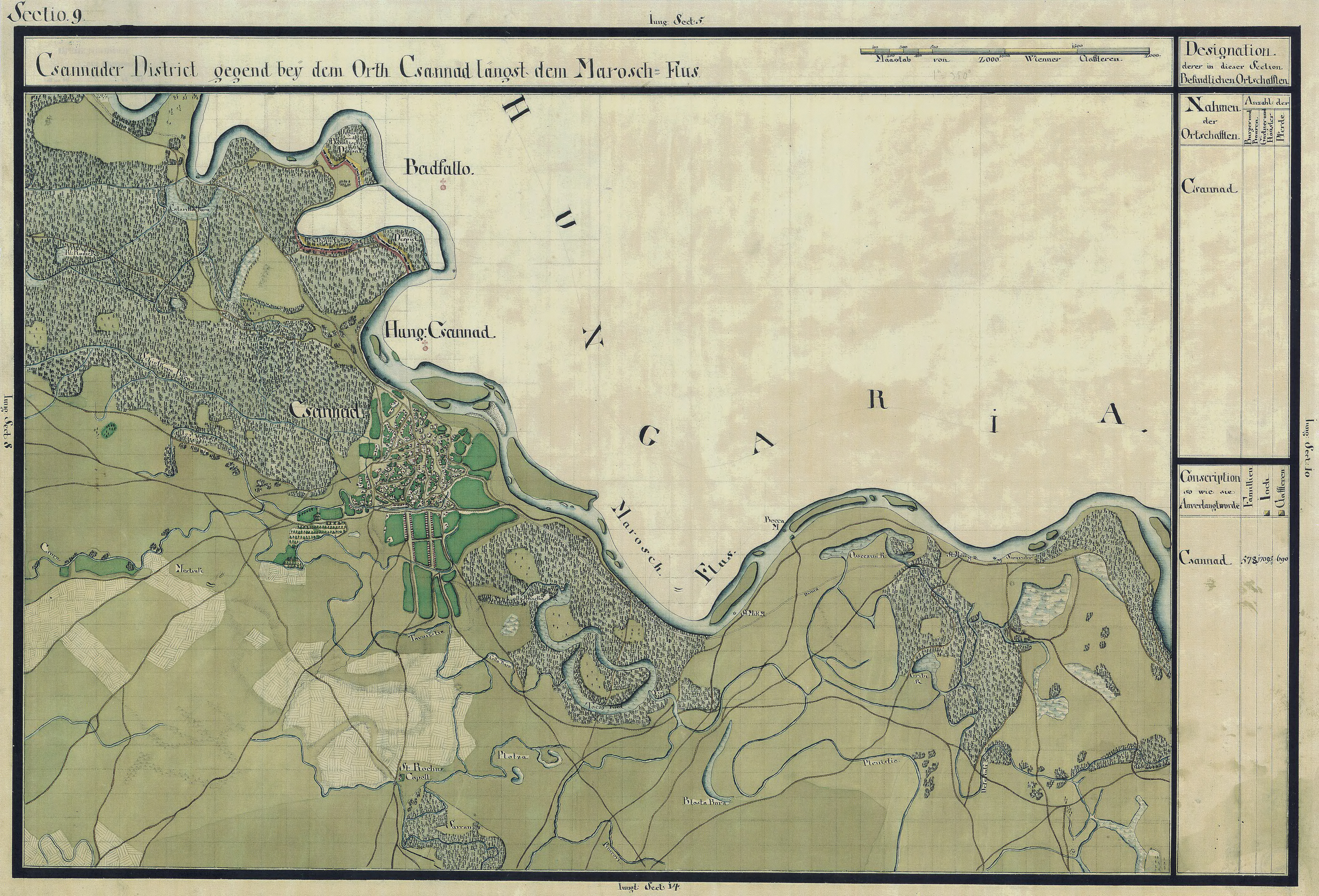
Cenad auf der Josephinischen Landaufnahme (1769–1772)

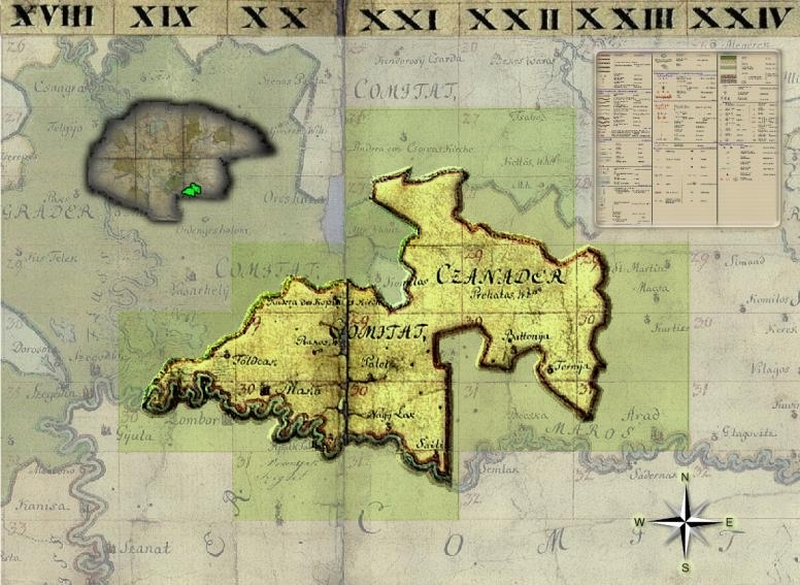
Tschanader Komitat auf der Josephinischen Landaufnahme 1782–1785

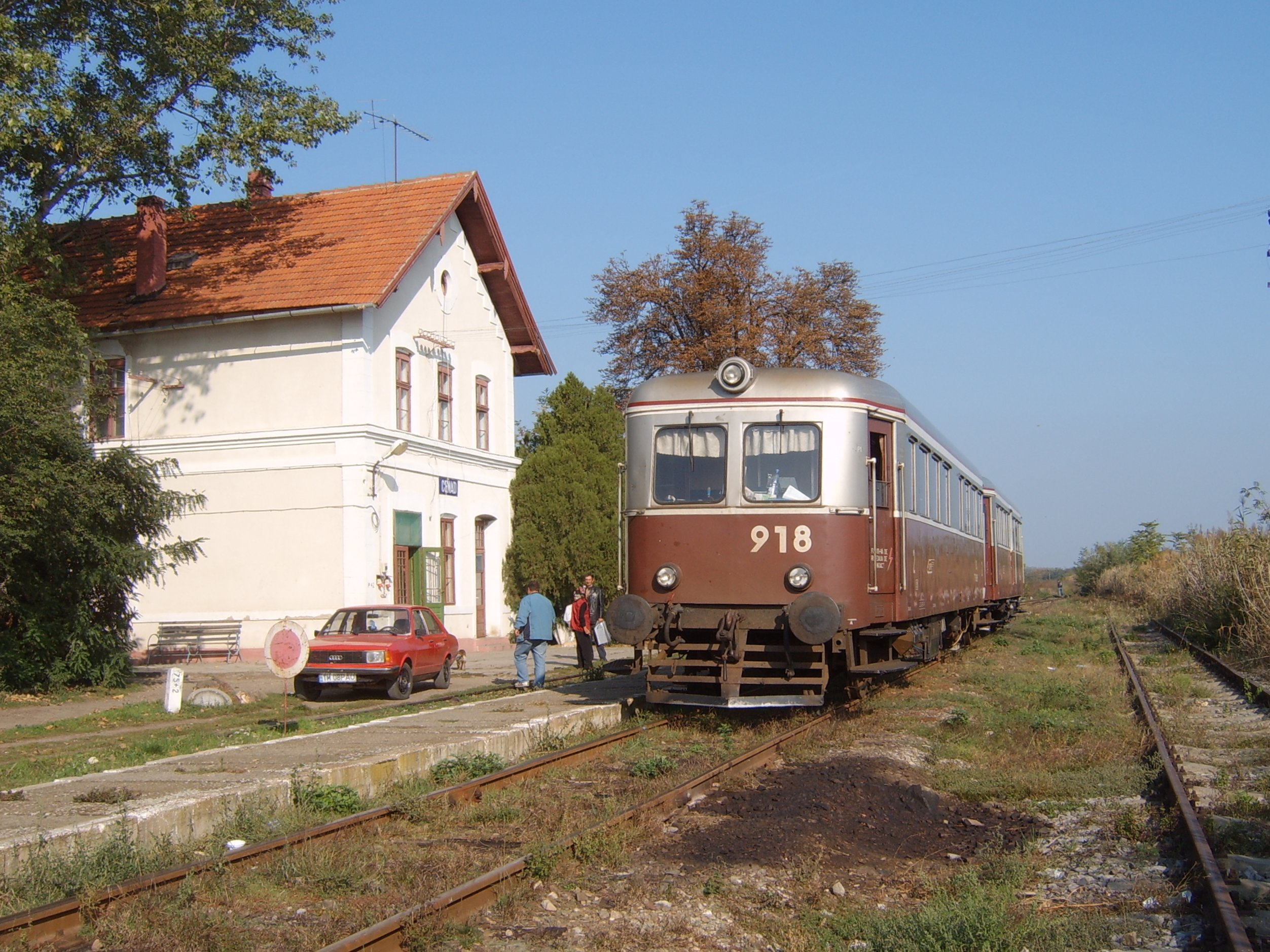
Bahnhof Cenad

Cenad [ˈtʃenad] (deutsch Tschanad, ungarisch Csanád, serbisch Ченад Čanad, lateinisch Urbs Morisena [wörtlich Maroschburg]) ist eine Gemeinde im Kreis Timiș, in der Region Banat, im Westen Rumäniens.

## Lage
Cenad liegt im westlichsten Zipfel von Rumänien, nördlich von Sânnicolau Mare (Groß-Sankt-Nikolaus), dicht an der Grenze zu Ungarn. Die Gemeinde befindet sich in der Banater Heide, zwischen Marosch und Aranka, wobei die Marosch die natürliche Grenze zu Ungarn bildet. Die Entfernung zu Temeswar beträgt 80 km.

## Nachbarorte
| Makó           | Apátfalva                                   | Nădlac   |
| Beba Veche     | Kompassrose, die auf Nachbargemeinden zeigt | Igriș    |
| Dudeștii Vechi | Sânnicolau Mare                             | Saravale |

## Geschichte
Schon zur Römerzeit stand auf dem Gebiet des heutigen Cenad eine Festung, die den Namen „Urbs Morisena“ oder „Civitas Morisena“ trug. 450 drangen die Hunnen unter der Anführung Attilas in dieses Gebiet ein. Der ungarische König Stephan I. beauftragte 1015 den aus Venedig stammenden und 1004 zum Priester geweihten Benediktiner-Mönch Gerardus de Sagredo mit der Christianisierung Ungarns.
1000 bis 1030 herrschte in der Maroschburg der rumänische Wojewode Achtum. Nachdem Stephans Heer unter dem Feldherrn Chanad Achtum besiegte, erhielt die Maroschburg den Namen Chanad (Csanád). Gleichzeitig ließ König Stephan das Csanáder Bistum einrichten, dessen erster Bischof Gerardus de Sagredo wurde, und die Festung Csanád wurde zum Sitz des Komitats Csanád. Beim Einfall der Tataren (1241) wurde Csanád völlig zerstört. 1701 wurde auf den Ruinen der Festung Csanád der serbische Ort Čanad aufgebaut, später Groß-Csanád (Cenadul Mare).
Nach dem Frieden von Passarowitz (1718) war die Ortschaft Teil der Habsburger Krondomäne Temescher Banat. Zwischen 1723 und 1726 wurden einige deutsche Familien angesiedelt. In den Jahren 1764–65 wurde Deutsch-Tschanad von Baron Laffort um 139 Häuser mit Familien aus dem Sauerland erweitert. 1748–49 wurde ein Bethaus errichtet, an dessen Stelle 1869 die heutige katholische Kirche eingeweiht wurde. 1858 wurden die beiden Orte, das serbische Čanad und Deutsch–Tschanad, zu Groß–Tschanad, dem heutigen Cenad, zusammengelegt.
Nach dem Österreichisch-Ungarischen Ausgleich (1867) wurde das Banat dem Königreich Ungarn innerhalb der Doppelmonarchie Österreich-Ungarn angegliedert.
Anfang des 20. Jahrhunderts fand das Gesetz zur Magyarisierung der Ortsnamen (Ga. 4/1898) Anwendung. Der amtliche Ortsname war Csanád.
Die ungarischen Ortsbezeichnungen blieben bis zur Verwaltungsreform von 1923 im Königreich Rumänien gültig, als die rumänischen Ortsnamen eingeführt wurden.
Der Vertrag von Trianon am 4. Juni 1920 hatte die Dreiteilung des Banats zur Folge, wodurch Cenad an das Königreich Rumänien fiel.
Noch vor Kriegsende, im Januar 1945, wurden alle deutschstämmigen Männer im Alter von 16 bis 45 und Frauen zwischen 18 und 30 zur Aufbauarbeit in die Sowjetunion verschleppt.
Das Bodenreformgesetz vom 23. März 1945, das die Enteignung der deutschen Bauern, als ehemalige Angehörige der Deutschen Volksgruppe in Rumänien, vorsah, entzog der ländlichen Bevölkerung die Lebensgrundlage. Das Nationalisierungsgesetz vom 11. Juni 1948 sah die Verstaatlichung aller Industrie- und Handelsbetriebe, Banken und Versicherungen vor, wodurch alle Wirtschaftsbetriebe unabhängig von der ethnischen Zugehörigkeit enteignet wurden.
Am 18. Juni 1951 fand die Deportation in die Bărăgan-Steppe, gemäß dem „Plan zur Evakuierung von Elementen über einen Abschnitt von 25 km, deren Präsenz eine Gefahr für das Grenzgebiet mit Jugoslawien darstellen“ statt. Als die Bărăganverschleppten 1956 heimkehrten, bekamen sie die 1945 enteigneten Häuser und Höfe zurück, der Feldbesitz wurde jedoch kollektiviert.
Am 20. Oktober 2002 wurde der Grenzübergang Vama Cenad (Cenad–Kiszombor) eröffnet.

### Schriftlich dokumentiert
- 100–270: Urbs Moriseumm (Maroschburg) bestand schon zur Römerzeit
- 1000–1030: die Burg war Sitz des rumänischen Wojewoden Achtum
- 1514: die Maroschburg wurde von Gheorghe Doja besetzt
- 1701: Bau des serbischen Čanad auf den Ruinen der Maroschburg
- 1764: Deutsch–Tschanad
- 1858: die beiden Orte, das serbische Čanad und Deutsch–Tschanad, wurden zu Groß–Tschand zusammengelegt

## Touristische Attraktionen
- Die rumänische griechisch-orthodoxe Kirche
- Die serbische griechisch-orthodoxe Kirche
- Die römisch-katholische Kirche
- Die griechisch-katholische Kirche
- Das Kastell Cenad (Morisena)
- Das Museum von Cenad
- Der Wald von Cenad (Naturschutzgebiet)
- Die Große Insel von Cenad (Naturschutzgebiet)

## Einwohner
- 1910 lebten in Cenad 7187 Einwohner, davon 2073 Rumänen, 613 Ungarn, 2750 Deutsche, 1751 Serben
- 2002 lebten in Cenad 4249 Einwohner, davon 2990 Rumänen, 655 Ungarn, 50 Deutsche, 554 Serben

## Persönlichkeiten
- Ioan Hațegan (* 1949), rumänischer Historiker[5]
- Karl Telbisz (1854–1914), deutscher Bürgermeister von Temeswar (1885–1914)
- Elisabeth Schüssler Fiorenza (* 1938), Theologin
- Irene Günther Kinn (1935–2005), Handballspielerin (Torwart), Weltmeisterin (1956, 1960)[6]